# Confederación Paraguaya de Handball
La Confederación Paraguaya de Handball (CPH), fundada el 19 de junio de 1977, es el máximo ente rector de handball en Paraguay. Se encuentra inscrita en la Federación Internacional de Balonmano y la Confederación Sur y Centro Americana de Balonmano. Es la entidad encargada de organizar el handball y el handball playa en el país, integrando a clubes deportivos, deportistas, árbitros y entrenadores.

## Especialidades deportivas
- Handball
- Handball playa

## Selecciones
- Selección masculina de handball de Paraguay
- Selección femenina de handball de Paraguay
- Selección masculina de handball playa de Paraguay
- Selección femenina de handball playa de Paraguay